# Hispellinus promontorii
Hispellinus promontorii es una especie de insecto coleóptero de la familia Chrysomelidae.
Fue descrita científicamente en 1898 por Péringuey.